# Pandora shaanxiensis
Pandora shaanxiensis är en svampart som beskrevs av M.Z. Fan & Z.Z. Li 1994. Pandora shaanxiensis ingår i släktet Pandora och familjen Entomophthoraceae.   Inga underarter finns listade i Catalogue of Life.